# Jon Russell
Jonathan Edward Russell, detto Jon (Hounslow, 9 ottobre 2000), è un calciatore giamaicano con cittadinanza britannica, centrocampista del Barnsley e della nazionale giamaicana.

## Carriera

### Club
Cresciuto nel settore giovanile del Chelsea, il 2 ottobre 2020 viene ufficializzato il suo trasferimento in prestito per l'intera durata della stagione all'Accrington Stanley, squadra di League One. Il 19 luglio 2021 viene acquistato a titolo definitivo dall'Huddersfield Town, firmando un contratto di durata biennale. Dopo aver trascorso una stagione e mezza in Championship, il 1º febbraio 2023 scende di nuovo di categoria, accasandosi al Barnsley in League One.

### Nazionale
Il 26 marzo 2023 ha esordito con la nazionale giamaicana, disputando l'incontro pareggiato per 2-2 contro il Messico, valido per la CONCACAF Nations League 2022-2023.
Ha partecipato alla CONCACAF Gold Cup 2023.

## Statistiche

### Presenze e reti nei club
Statistiche aggiornate al 27 marzo 2023.
| Stagione                 | Squadra                  | Campionato               | Campionato | Campionato | Coppe nazionali | Coppe nazionali | Coppe nazionali | Coppe continentali | Coppe continentali | Coppe continentali | Altre coppe | Altre coppe | Altre coppe | Totale | Totale |
| Stagione                 | Squadra                  | Comp                     | Pres       | Reti       | Comp            | Pres            | Reti            | Comp               | Pres               | Reti               | Comp        | Pres        | Reti        | Pres   | Reti   |
| ------------------------ | ------------------------ | ------------------------ | ---------- | ---------- | --------------- | --------------- | --------------- | ------------------ | ------------------ | ------------------ | ----------- | ----------- | ----------- | ------ | ------ |
| 2020-2021                | Accrington Stanley       | FL1                      | 25         | 2          | FACup+CdL       | 1+0             | 0               |                    | -                  | -                  | FLT         | 0           | 0           | 26     | 2      |
| 2021-2022                | Huddersfield Town        | FLC                      | 17+3       | 2+0        | FACup+CdL       | 2+0             | 0               |                    | -                  | -                  |             | -           | -           | 22     | 2      |
| 2022-feb. 2023           | Huddersfield Town        | FLC                      | 7          | 0          | FACup+CdL       | 0+1             | 0               |                    | -                  | -                  |             | -           | -           | 8      | 0      |
| Totale Huddersfield Town | Totale Huddersfield Town | Totale Huddersfield Town | 24+3       | 2+0        |                 | 3               | 0               |                    | -                  | -                  |             | -           | -           | 30     | 2      |
| feb.-mag. 2023           | Barnsley                 | FL1                      | 6          | 0          | FACup+CdL       | -               | -               |                    | -                  | -                  | FLT         | -           | -           | 6      | 0      |
| Totale carriera          | Totale carriera          | Totale carriera          | 58         | 4          |                 | 4               | 0               |                    | -                  | -                  |             | 0           | 0           | 62     | 4      |

### Cronologia presenze e reti in nazionale
| Cronologia completa delle presenze e delle reti in nazionale ― Giamaica | Cronologia completa delle presenze e delle reti in nazionale ― Giamaica | Cronologia completa delle presenze e delle reti in nazionale ― Giamaica | Cronologia completa delle presenze e delle reti in nazionale ― Giamaica | Cronologia completa delle presenze e delle reti in nazionale ― Giamaica | Cronologia completa delle presenze e delle reti in nazionale ― Giamaica | Cronologia completa delle presenze e delle reti in nazionale ― Giamaica | Cronologia completa delle presenze e delle reti in nazionale ― Giamaica |
| Data                                                                    | Città                                                                   | In casa                                                                 | Risultato                                                               | Ospiti                                                                  | Competizione                                                            | Reti                                                                    | Note                                                                    |
| ----------------------------------------------------------------------- | ----------------------------------------------------------------------- | ----------------------------------------------------------------------- | ----------------------------------------------------------------------- | ----------------------------------------------------------------------- | ----------------------------------------------------------------------- | ----------------------------------------------------------------------- | ----------------------------------------------------------------------- |
| 26-3-2023                                                               | Città del Messico                                                       | Messico                                                                 | 2 – 2                                                                   | Giamaica                                                                | CONCACAF Nations League 2022-2023 - 1º turno                            | -                                                                       | 66’                                                                     |
| 15-6-2023                                                               | Ritzing                                                                 | Giamaica                                                                | 1 – 2                                                                   | Qatar                                                                   | Amichevole                                                              | -                                                                       | 60’                                                                     |
| 19-6-2023                                                               | Wiener Neustadt                                                         | Giamaica                                                                | 1 – 2                                                                   | Giordania                                                               | Amichevole                                                              | -                                                                       | 60’                                                                     |
| 2-7-2023                                                                | Santa Clara                                                             | Giamaica                                                                | 5 – 0                                                                   | Saint Kitts e Nevis                                                     | Gold Cup 2023 - 1º turno                                                | 1                                                                       | 46’                                                                     |
| 27-5-2025                                                               | Londra                                                                  | Giamaica                                                                | 3 – 2                                                                   | Trinidad e Tobago                                                       | Amichevole                                                              | -                                                                       |                                                                         |
| 31-5-2025                                                               | Brentford                                                               | Giamaica                                                                | 2 – 2 (4 – 5 dtr)                                                       | Nigeria                                                                 | Amichevole                                                              | 1                                                                       | 39’ 83’                                                                 |
| 7-6-2025                                                                | Road Town                                                               | Isole Vergini Britanniche                                               | 0 – 1                                                                   | Giamaica                                                                | Qual. Mondiali 2026                                                     | -                                                                       | 69’                                                                     |
| 10-6-2025                                                               | Kingston                                                                | Giamaica                                                                | 3 – 0                                                                   | Guatemala                                                               | Qual. Mondiali 2026                                                     | 1                                                                       | 84’                                                                     |
| 16-6-2025                                                               | Carson                                                                  | Giamaica                                                                | 0 – 1                                                                   | Guatemala                                                               | Gold Cup 2025 - 1° turno                                                | -                                                                       | 85’                                                                     |
| 20-6-2025                                                               | San Jose                                                                | Giamaica                                                                | 2 – 1                                                                   | Guadalupa                                                               | Gold Cup 2025 - 1° turno                                                | 1                                                                       | 43’                                                                     |
| 24-6-2025                                                               | Austin                                                                  | Panama                                                                  | 4 – 1                                                                   | Giamaica                                                                | Gold Cup 2025 - 1° turno                                                | -                                                                       | 64’                                                                     |
| Totale                                                                  |                                                                         | Presenze                                                                | 11                                                                      |                                                                         | Reti                                                                    | 4                                                                       |                                                                         |